# Ковальчук Володимир Олександрович
Володи́мир Олекса́ндрович Ковальчу́к (нар. 28 липня 1982, місто Здолбунів Рівненської області) — український діяч, голова Рівненської обласної ради (2015—2016 роки).

## Життєпис
У 1999 році закінчив загальноосвітню середню школу № 6 міста Здолбунова. У 1999—2004 роках — студент Національного університету водного господарства та природокористування за спеціальністю «економіка підприємства».
У 2004—2005 роках — провідний економіст, у 2005—2006 роках — начальник відділу кредитування юридичних осіб Рівненської обласної дирекції АКБ «Правекс-Банк». У 2006 році — провідний фахівець індивідуального бізнесу — виконувач обов'язків начальника відділення АКІБ «Укрсиббанк».
У 2006—2009 роках — приватний підприємець. Працював помічником Василя Червонія (2006—2009 рр.), радником голови Державного комітету лісового господарства України.
У 2010—2012 роках — директор Рівненської філії ПАТ Комерційний банк «Хрещатик». У 2012 році — заступник голови Фонду підтримки підприємництва України із фінансових питань у місті Києві. У 2013—2014 роках — радник віце-президента «Діамант-банку» в місті Києві.
У 2015 році — помічник-консультант народного депутата України від Радикальної партії Олега Ляшка Сергія Рибалка.
У 2015 році обраний депутатом Рівненської обласної ради від міста Здолбунів як кандидат від Радикальної партії Олега Ляшка.
18 листопада 2015 — 11 березня 2016 року — голова Рівненської обласної ради VII скликання.
Із 2005 року — президент Федерації шахів Рівненської області. З 2010 року — віце-президент Федерації шахів України.
Генерал-осавул українського козацтва та член-кореспондент Всеукраїнської академії культурної спадщини українського козацтва. Нагороджений Почесною грамотою Рівненської обласної ради за вагомий особистий внесок у розвиток фізичної культури і спорту на Рівненщині (2009 рік) Лейтенант запасу повітрянодесантних військ. Вільно володіє англійською мовою. Захоплення: шахи, теніс та футбол.